# Michel-Adrien Servant
Pour les articles homonymes, voir Servant.
Adrien Michel Désiré Servant, plus connu sous le nom Michel-Adrien Servant, né le 4 mars 1885 dans le 12e arrondissement de Paris et mort le 27 septembre 1949 à Cherbourg (commune déléguée dans Cherbourg-en-Cotentin depuis 2016), est un peintre français dont l'essentiel de l’œuvre a été produite entre 1920 et 1939.

## Biographie
Élève de l'École Estienne de Paris de 1902 à 1905, Michel-Adrien Servant y rencontre Georges Noyon dont il épousera la sœur Marie en 1910. Il s'établit à Cherbourg en 1912, ville dont est originaire son épouse. Ils auront quatre enfants : Yvonne (en 1911), Paule (en 1912), Jacques (en 1920) et Philippe (en 1925).
Mobilisé dans l'infanterie en 1914, il est atteint de typhoïde en 1915. Blessé quelques mois plus tard, il est fait prisonnier jusqu'à la fin de la guerre. Il est démobilisé en 1919 et recevra la médaille militaire en 1938.
Il fait un séjour à Genève en 1919-1920 où il travaille pour un orfèvre, puis à Paris pour un autre orfèvre. Il est ensuite à Londres de 1921 à 1923, où il est l'élève et l'assistant du peintre britannique Frank Brangwyn qui l'influencera durablement.
Au titre de son œuvre artistique, Michel-Adrien Servant reçoit diverses récompenses, dont, en 1931, l'insigne d'officier d'Académie.
En 1929, il est élu conseiller municipal de Cherbourg et devient membre de la commission des beaux-arts. Il restera conseiller municipal jusqu'en 1941.
Le 26 mars 1942, il est nommé directeur intérimaire de l’École municipale des beaux-arts de Cherbourg. L’École est fermée en 1943 puis rouverte en 1945 toujours sous sa direction.
Amateur de football, il écrit dans 'Cherbourg-Eclair' des chroniques sportives qu'il agrémente de caricatures. Il y publie également des critiques théâtrales, et crée au théâtre de Cherbourg une grande revue locale intitulée 'A l'Ouest quoi d'nouveau' qui connaît un franc succès.
Handicapé depuis 1939 par une attaque d'hémiplégie, il meurt en 1949 et est inhumé au cimetière des Aiguillons à Cherbourg-en-Cotentin.

## Œuvre artistique
Michel-Adrien Servant a mis ses capacités artistiques au service de la description des divers aspects de la vie de son temps.
Il a produit des fresques monumentales dans des bâtiments religieux et notamment : neuf toiles de la vie de Saint Paul pour la chapelle de l'Institut Saint-Paul à Cherbourg (1922-1927) ; la restauration des 19 toiles de Guillaume Fouace dans l'église de Montfarville.
Dans le cadre de ses relations avec les institutions ecclésiastiques, il a illustré en 1935 le livre 'Vivre... oui ! Mais ... 'la belle vie' du convers cistercien', publié par la Trappe de Bricquebec.
Il a aussi mis en valeur le monde du travail : en 1930, les métiers de la chaudronnerie dans la salle des mariages de l'hôtel de ville de Villedieu-les-Poêles (Manche) ; en 1937, les principales activités économiques (la vie portuaire, les marchés) de Cherbourg au travers de 6 œuvres situées dans la salle des Corporations de l'hôtel Lemoigne qui abritait la Chambre de commerce de Cherbourg.
Les peintures historiques sont également présentes : on lui doit ainsi les quatre fresques du salon de la Rotonde à l'hôtel de ville de Cherbourg représentant les grands événements historiques de la commune (1930).
Il a abondamment peint les paysages des campagnes du Cotentin, et produit divers portraits à la demande de ses contemporains (portrait de Dom Vital à la Trappe de Bricquebec). 
Par ailleurs un des thèmes qui reste caractéristique de son œuvre est la représentation des négociants et des clients sur les marchés du Cotentin, notamment au travers d'une série de 13 lithographies intitulée "les marchés de chez nous" visible à la mairie de Villedieu-les-Poêles. Son 'Paysans au marché de Valognes' est quant à lui conservé au musée de Normandie à Caen.
Enfin il a également produit en 1933, sous le pseudonyme de Micha, une bande dessinée de 64 pages, appelée 'Bille et Cube à travers le monde', répertoriée à la Bibliothèque nationale de France sous le n°ISNI 0000 0003 8237 6521.

## Décorations
- Officier d'Académie (1931)
- Médaille militaire (1938)

## Source
- Article Michel Adrien Servant de wikimanche.fr, sous licence GFDL(liste des auteurs)